# قائمة الجامعات والكليات الإسرائيلية
هذه قائمة بالجامعات والكليات في إسرائيل . اعتبارًا من أغسطس 2021، توجد عشر جامعات و53 كلية في إسرائيل معترف بها ويشرف عليها أكاديميًا مجلس التعليم العالي في إسرائيل. بالإضافة إلى ذلك، أسست إسرائيل جامعة في أرئيل في الضفة الغربية، كانت تخضع لإشراف أكاديمي من قبل مجلس التعليم العالي في يهودا والسامرة. تعتبر الجامعات الإسرائيلية ذات جودة عالية، نظرًا لتنوع العديد من عروض الدورات، كما أن حضورها غير مكلف. يعد التعليم الجامعي الجيد في إسرائيل مسؤولاً إلى حد كبير عن تحفيز طفرة التكنولوجيا العالية والتنمية الاقتصادية السريعة في البلاد. 
الاختلاف الأساسي بين الجامعة و الكلية في إسرائيل هو أن الجامعة فقط هي التي يمكنها منح درجات الدكتوراه، وبالتالي تميل إلى أن تكون أكثر توجهاً نحو البحث من الكليات ذات التوجه التعليمي.

## الجامعات
الجامعات الإسرائيلية مذكورة أدناه، متبوعة باختصار اللغة الإنجليزية، تاريخ التأسيس، الموقع، أحدث البيانات حول عدد الطلاب والمرتبة الأكاديمية للمعهد لأفضل جامعات العالم وفقًا لترتيب ويبوميتركس (أعلى 3000)، وتصنيف جامعة شانغهاي جياو تونغ (SJTU)  (أعلى 500) وملحق مجلة تايمز للتعليم العالي (THES)  (أعلى 200):
| المعهد                                    | تاريخ التأسيس | النوع | الموقع         | عدد الطلاب   | التصنيف الأكاديمي (ويبوميتركس ، شانغهاي جياو تونغ ، التايمز) |
| ----------------------------------------- | ------------- | ----- | -------------- | ------------ | ------------------------------------------------------------ |
| التخنيون - معهد إسرائيل للتكنولوجيا (IIT) | 1912          | عام   | حيفا           | 13000 (2005) | 101-150 ، 102-150 ، 301-350                                  |
| الجامعة العبرية في القدس (HUJI)           | 1918          | عام   | بيت المقدس     | 22600 (2003) | 131 ، 59 ، 178                                               |
| معهد وايزمان للعلوم (WIS)                 | 1934          | عام   | رحوفوت         | 2500 (2012)  | 346 ، 102-150 ، غير متاح                                     |
| جامعة بار إيلان (BIU)                     | 1952          | عام   | رمات جان       | 26800 (2008) | 570 ، 305-401 ، غير متاح                                     |
| جامعة تل أبيب (TAU)                       | 1958          | عام   | تل أبيب - يافا | 29000 (2005) | 266 ، 102-150 ، 201-250                                      |
| جامعة حيفا (HU)                           | 1989          | عام   | حيفا           | 18000 (2009) | 510 ، 401-500 ، غير متاح                                     |
| جامعة بن غوريون (BGU)                     | 1969          | عام   | بئر سبع        | 19000 (2010) | 448 ، 203-304 ، غير متاح                                     |
| جامعة إسرائيل المفتوحة (OPENU)            | 1974          | عام   | رعنانا         | 48000 (2014) | 1893 ، غير متاح ، غير متاح                                   |
| جامعة أرئيل 1 (AU)                        | 1982          | عام   | ارييل          | 14000 (2012) | غير متاح ، غير متاح ، غير متاح                               |
| جامعة رايشمان (RU)                        | 2021          | خاص   | هرتسليا        | 8000 (2021)  |                                                              |

تقدم معظم الجامعات مجموعة كاملة من شهادات الدراسات العليا والجامعية: درجات البكالوريوس والماجستير والدكتوراه، إلا أن معهد وايزمان لا يمنح درجة البكالوريوس.

## الكليات

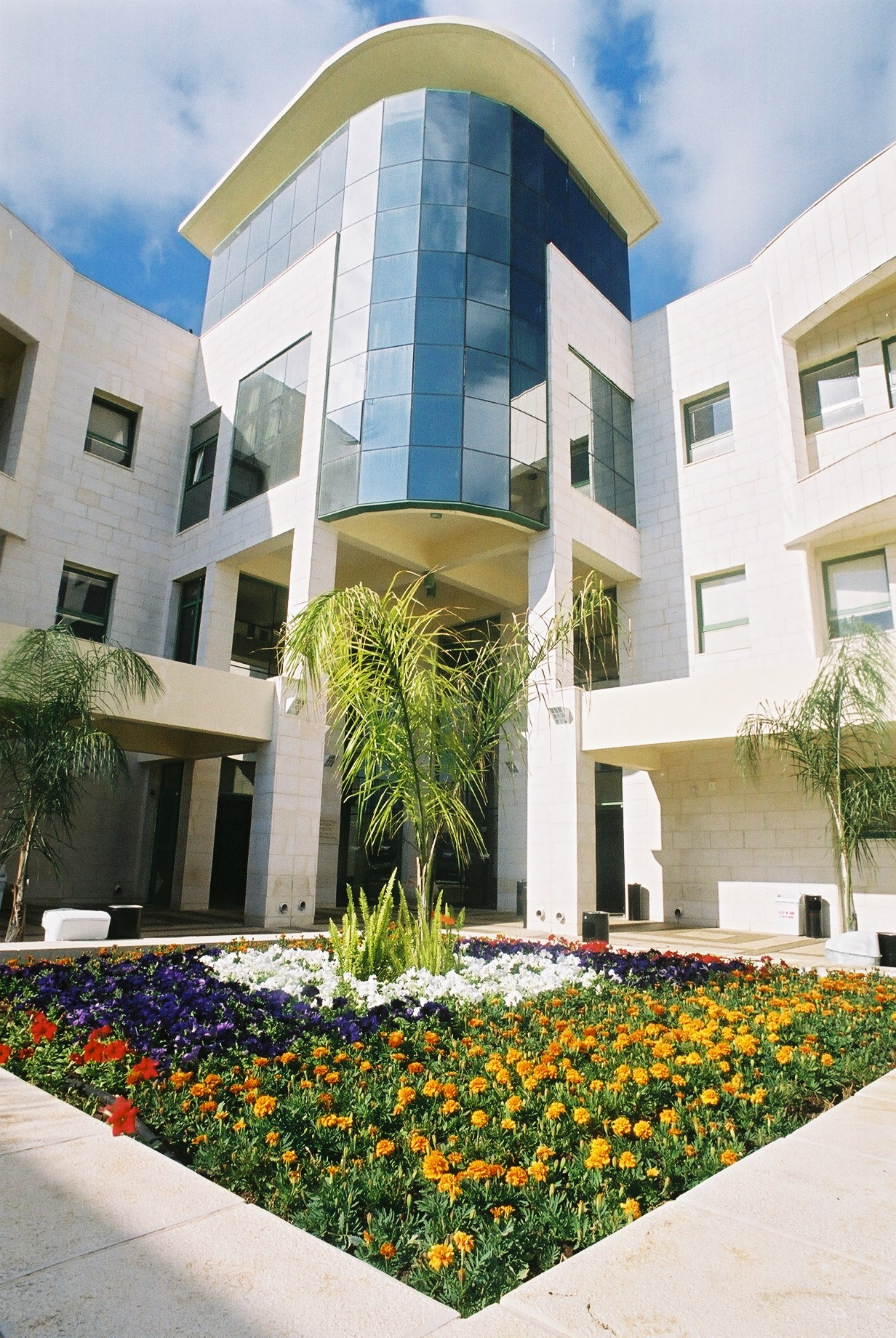
كلية أورط براود الأكاديمية للهندسة

تُعرف المعاهد الأخرى للتعليم العالي المعتمدة من قبل CHEI لمنح درجة البكالوريوس (وفي بعض الحالات درجة الماجستير) ككليات. هناك أيضًا أكثر من عشرين كلية لتدريب المعلمين - معظمها يمنح فقط بكالوريوس التربية.
| الكليات : - كلية القانون والأعمال، رمات جان - كلية تل أبيب - يافا الأكاديمية - كلية أفيكا للهندسة ، تل أبيب - كلية عسقلان الأكاديمية - أكاديمية بتسلئيل للفنون والتصميم، القدس - مركز الكرمل الأكاديمي ، حيفا (مغلق) - مركز الدراسات الأكاديمية، أور يهودا - كلية الدراسات الأكاديمية الإدارية (COMAS)، ريشون لتسيون - مركز دان الأكاديمي، بتاح تكفا - كلية كفار أبراهام التكنولوجية، بتاح تكفا (مغلقة) - كلية هداسا الأكاديمية، القدس - كلية القدس الحريدية (مغلقة) - معهد حولون للتكنولوجيا - توراه أولاميت: الكلية الافتراضية الإسرائيلية للدراسات الطبية، القدس - أكاديمية القدس للموسيقى والرقص - كلية القدس للهندسة - كلية القدس للتكنولوجيا - أكاديمية كنيرت - معهد لاندر، القدس - كلية ماكس ستيرن الأكاديمية في عيمق يزرعئيل - كلية ميفار بني براك - مدرسة نيري بلومفيلد للتصميم والتعليم، حيفا - كلية نتانيا الأكاديمية - كلية نتانيا الأكاديمية للقانون - كلية أونو الأكاديمية، كريات أونو - كلية أورط براود للهندسة، كرمئيل - مركز بيريز الأكاديمي، رحوفوت - مركز روبين الأكاديمي - كلية سابير الأكاديمية - كلية سامي شمعون للهندسة، بئر السبع وأشدود - المركز الأكاديمي للقانون والعلوم، هود هشارون - كلية شاليم القدس - كلية شنكار للهندسة والتصميم والفن، رمات جان - كلية تل حاي الأكاديمية - كلية الجليل الغربي، عكا - كلية يهودا الإقليمية، كريات أربع 1 - كلية صفد الأكاديمية، صفد | تشمل كليات تدريب المعلمين : - كلية أحفا الأكاديمية، Ahva - أكاديمية القاسمي، باقة الغربية - الكلية العربية للتربية، حيفا - كلية بيت بيرل، كفار سابا - كلية التربية التكنولوجية، تل أبيب - كلية دافيد يلين للتربية، القدس - كلية إفراتا للتربية، القدس - كلية أمونة للتربية القدس - كلية جفعات واشنطن للتعليم، جفعات واشنطن - كلية جوردون للتربية، حيفا - كلية حمدات للتربية، نتيفوت - كلية هرتسوغ، ألون شفوت 1 - مشلالا القدس القدس - كلية كي للتربية، بئر السبع - كلية كيبوتسات، تل أبيب - كلية ليفينسكي للتربية، تل أبيب - كلية لفشيتس للتربية، القدس - معهد موفيت، اتحاد كليات التربية - كلية موريشيت يعقوب الدينية للتربية، رحوفوت - كلية أوهالو، قصرين (هضبة الجولان )1 - كلية أورانيم الأكاديمية، كريات طبعون - كلية أورت لمدرسي التكنولوجيا، تل أبيب - كلية شنان للتربية الدينية، حيفا - كلية تالبوت للتربية، تل أبيب - أكاديمية ويزو حيفا للتصميم والتعليم، حيفا |

1 تقع في الأراضي المحتلة من قبل إسرائيل

### مدارس التعليم ما بعد الثانوي غير المانحة لدرجات علمية
اعتمدت أيضاً وزارة التربية والتعليم مؤسسات معينة لمنح الشهادات المهنية بدلاً من الدرجات الأكاديمية، وتشمل هذه الشهادات في التكنولوجيا والفنون المسرحية.
- مدرسة بئر السبع التقنية التي تجمع بين الإعداد العسكري الثانوي وشهادة المهندس العملي ما بعد الثانوية لتأهيل الفنيين للخدمة في سلاح الجو الإسرائيلي
- مدرسة بيت تسفي للفنون الاستعراضية، رمات جان
- مدرسة معله للسينما والتلفزيون، القدس
- مدرسة سام شبيغل للسينما والتلفزيون، القدس

### كليات غير معتمدة إسرائيلياً
تعمل العديد من الكليات - المؤسسات الدينية بشكل أساسي - في إسرائيل غير المعتمدة من قبل مجلس التعليم العالي، ولكنها معتمدة من قبل هيئات دولية خارج إسرائيل.
- كلية بيت لحم للكتاب المقدس التي تضم حرمًا جامعيًا داخل إسرائيل في الناصرة، بالإضافة إلى حرمين جامعيين في السلطة الفلسطينية في بيت لحم وغزة، معتمدين من قبل جمعية آسيا اللاهوتية ورابطة الشرق الأوسط للتعليم اللاهوتي.
- كلية إسرائيل للكتاب المقدس، نتانيا
- كلية القدس الجامعية
- كلية الناصرة الإنجيلية
- كلية واحد من أجل إسرائيل للكتاب المقدس، تعرف أيضاً باسم كلية إسرائيل للكتاب المقدس (ICB) معتمدة من جمعية آسيا اللاهوتية، المجلس الأوروبي للتعليم اللاهوتي[19]
- كلية ريدمان، في تل أبيب والقدس وحيفا وبئر السبع وإيلات وطبريا ومسغاف، تقدم شهادات الطب البديل غير المعترف بها من قبل وزارة التربية والتعليم، وتقدم درجة البكالوريوس في الطب الصيني من جامعة تشجيانغ الطبية الصينية [20]

## الجامعات الأجنبية
الكليات والجامعات الأجنبية التالية لها فروع دولية في إسرائيل:
- جامعة بريغهام يونغ - مركز جامعة بريغهام يونغ بالقدس
- كلية الاتحاد العبري - المعهد اليهودي للدين
- كلية هيلسونغ، بالاشتراك مع كنيسة هيلونج بإسرائيل[21]
- جامعة نيويورك، التي تسجل أكبر عدد من الطلاب اليهود في أي جامعة عامة أو خاصة في الولايات المتحدة،[22] وتحتل المرتبة 34 عالميًا في جميع المنشورات الرئيسية لتصنيف الجامعات، لديها حرم جامعي في تل أبيب .
- تقدم كلية تورو دورات دراسية في القدس، ولكن يجب إكمال الشهادة في نيويورك.[23]
- جامعة إنديانابوليس
- جامعة يشيفا

## أنظر أيضا
- التعليم في اسرائيل
- ميشينا

## وصلات خارجية
- مجلس التعليم العالي في إسرائيل
- الدراسة في إسرائيل